# علي بن محمد بن فرات
الوزير أبُو الحسن عليُّ بن مُحمَّد بن مُوسى بن الحسن بن فُرات (240 - 312 هـ / 855 - 924 م) المعرُوف اختصارًا ابن الفرات، من أهل همينيا، قرية بين بغداد وواسط، وقال الصولي: هو من قرية بابلا، قريبة من صريفين. تولى أمر الدواوين أيام المكتفي. تولى وزارة الخلافة العبَّاسيَّة للخليفة جعفر المُقتدر بالله ثلاث مرات.

## وزارته
تولَّى أبُو الحسن عليُّ بن مُحمَّد بن فُرات الوزارة بعد مقتل العبَّاس بن الحسن في سنة 295 هـ / 908 م، وكان من أهم الوزراء في خلافة المُقتدر، وذلك بعد أن أثبت ولاؤه للخليفة المُقتدر في تلك المحنة، كما أنه من رشَّح المُقتدر للخلافة. كانت أيام وزارته الأولى مُستقرَّة وتحسَّنت ظروف الناس في هذه الفترة نسبيًا. إلا أن الأمور تغيَّرت لابن الفُرات بعد قرابة أربعة سنوات من استوزاره، وتروي المصادر المُتعددة، أنه جمع الأموال لنفسه، فمن حصوله على 700 ألف دينار من مال البيعة بعد فتنة ابن المُعتز، إلى أن اقتطع مليون دينار لنفسه، وحينما علم كاتبه على ديوان بيت المال بذلك، اشترى ابن الفُرات سكوته بمائة ألف دينار. وبسبب تلك التُّهم، قُبض عليه في ذو الحجَّة سنة 299 هـ / يوليو 912 م،، ونُكل بأهله، ونُهبت أمواله ودور أصحابه، فضجَّت بغداد وافتتنت للقبض عليه دون سببٍ مُعلن، إلا أن حالهم هدأت بعد ثلاثة أيام. وكان يقف خلف تلك الإجراءات، والدة المُقتدر المعرُوفة باسم السَّيدة شغب، وذلك بهدف إعطاء الوزارة لأبو علي مُحمَّد بن يحيى الخاقاني، بعد أن ضمن لها 100 ألف دينار إن جاء للوزارة، فسعت مع قهرمانتها أم موسى الهاشميَّة في تدبير مؤامرة على ابن الفُرات، وترشيح الخاقاني للوزارة عند المُقتدر.
أمضى ابن الفُرات خمس سنوات في السَّجن بعد أن نُكِّب، إلا أن الخليفة المُقتدر ما زال يُشاوره بين حينٍ وآخر، وكان يرى لكلامه صدقًا أكثر من الوزير حينئذ ابن الجرَّاح، ورغم أن الأخير قد أمضى سيرة جيدة، إلا أن أم مُوسى الهاشميَّة وشت به لدى الخليفة، فعزله من الوزارة، ولم يتعرَّض لأملاكه شيئًا. تولى ابن الفُرات الوزارة بعد ابن الجرَّاح في ذو الحجَّة سنة 304 هـ / يونيو 917 م، وكان قد ضمن على نفسه أن يحمل إلى بيت المال 1500 دينار. كما أمر بالقبض على أصحاب ابن الجرَّاح، وعاد مُنتقمًا من الخاقاني، فقبض عليه وعلى أصحابه، وصادر منهم أموال عظيمة. كما قرَّب إليه ابن مقلة. لم تدم وزارة ابن الفُرات الثَّانية سوى سنة ونصف، حيث قُبض عليه بقرار من الخليفة المُقتدر، بعد أن طلب الوزير من الخليفة أن يُمدُّه بـ 200 ألف دينار من بيت المال الخاص، فشكَّ الخليفة في إخلاصه، فعلم من مصادره أن له ودائع بحوالي ثلاثة ملايين دينار، وكان ابن الفُرات يحتال باستخراج هذه الأموال بتوقيعات مزورة عن المُقتدر والقهرمانات، فاشتدَّ ذلك على المُقتدر، وأمر بالقبض عليه في جُمادى الآخرة سنة 306 هـ / نوفمبر 918 م، وقيل أن ابن الفُرات قد تآمر مع الحُسين بن حمدان للثَّورة على الخليفة بعد مُحاربة يُوسف بن أبي السَّاج، وكانت نكبة ابن الفُرات بعد مقتل ابن حمدان بشهر واحد، ثم استوزر من بعده حامد بن العبَّاس.
عاد ابن الفُرات للوزارة للمرة الثَّالثة والأخيرة في ربيع الآخر سنة 311 هـ / أغسطس 923 م، بعد أن تم عزل حامد بن العبَّاس، بسبب ضجر المُقتدر من شكاوي الحُرم وأولاده وخدمه وحاشيته من تأخَّر أرازقهم، وشعور ابن العبَّاس بالملل من إقامته في بغداد. وفي هذه المرَّة، بدأ ابن الفُرات يُخوِّف المُقتدر من نفوذ مُؤنس المُظفَّر، وأشار عليه أن يبعده من دار الخلافة إلى الشَّام، وذلك لكون الأخير قد نبَّه الخليفة من قيام ابن الفُرات بمصادرة أموال الناس وممتلكاتهم، وما يقوم به ابنه في تعذيبهم وضربهم، وكان لكُل حُجَّته ورأيه في الآخر. كانت الأحداث قد تعاقبت سوءًا على الوزير ابن الفُرات واختلفت سيرته مُقارنة بوزارته الأولى والثانية، فقد ظهر القرامطة الإسماعيليين وعاثوا فسادًا في غارَّاتهم بشكلٍ كبير، وخاصةً في أعقاب الإغارة على قافلة الحجَّاج في منطقة الهبير سنة 312 هـ / 924 م، وكان فيها أعدادًا كبيرة من البغداديين الذين قُتلوا وتم سبيهم، فغضب أهاليهم في بغداد، وكسروا المنابر، وسوَّدوا المحاريب في السَّادس من صفر / 14 مايو. ضعفت نفس الوزير ونقم النَّاس عليه، واستدعاه المُقتدر ليُحاججه، وبدأ نصر الحاجب يُطلق سيل الاتهامات على ابن الفُرات، ومنها أنه شيعي مُتعاطف مع القرامطة، وأن خطته في إبعاد مُؤنس كان جزءًا من خطته المرسومة، فحلف الأخير أنه ما كاتب القرمطي ولا هاداه، والمُقتدر في هذه الأثناء صامت ومُعرضٌ عنه، ولم يعزله حينها. بسبب غضب عامَّة أهالي بغداد من عجز ابن الفُرات في رد القرامطة وضعف الأمان في جنوب العراق زيادةً على تحميله للمسؤولية في ما حصل للحُجَّاج من قبل نصر الحاجب، قُبض على ابن الفُرات للمرة الأخيرة في الثَّامن من ربيع الأوَّل سنة 312 هـ / 15 يونيو 924 م، وصُودر منه مبلغًا كبيرًا بلغ مليون دينار.

## وفاته
وزاد على الناس نقمهم من سيرته، أن ابنه المُحسن، كان سيء السُّمعة والسيرة، فكان يصادر أموال الناس ويجلدهم ويعذبهم بنفسه، فوشت به امرأة مات زوجها بسبب المُحسن إلى دار الخليفة، وبناءً على ذلك، أعدم المُحسن وأُرسل رأسه إلى أبيه ابن الفُرات في سجنه، والذي أعدم أيضًا في نفس اليوم، وتحديدًا في 17 ربيع الآخر سنة 312 هـ / 23 يوليو 924 م. لم يكُن الخليفة يريد إعدام ابن الفُرات، فكان يتأنى في مسألته ويقول: «إن صرف الوزير بكلام الأعداء خطر، وخطأ في التدبير وإطماع للغُلمان - أي الجيش -»، وحاول ضمان حياته بنقله إلى دار الخلافة، إلا أن الجُند هددوا بخلع الطَّاعة وأرسلوا إلى المُقتدر بذلك، فاستسلم أمام ضغوطهم مُكرهًا، ما أدى لإعدام ابن الفُرات. وألقي برأسيهما في الفرات.
قُتل عن عمر 71 سنة وشهور، بينما قُتل ابنه المُحسن عن 33 سنة.

### فهرس المنشورات
1. ↑  ابن الطقطقي (2013)، ص. 265.
2. ↑  ابن الأثير (2005)، ص. 1115.
3. ↑  ابن الطقطقي (2013)، ص. 265-266.
4. 1 2  ذياب (2003)، ص. 168.
5. ↑  ابن الأثير (2005)، ص. 1126.
6. ↑  رحمة الله (1971)، ص. 761-762.
7. ↑  ابن كثير (2005)، ص. 1686.
8. ↑  ابن الأثير (2005)، ص. 1134.
9. ↑  ابن الأثير (2005)، ص. 1134-1135.
10. ↑  ابن الأثير (2005)، ص. 1137.
11. ↑  ابن الأثير (2005)، ص. 1144-1145.
12. ↑  ابن الأثير (2005)، ص. 1146.
13. 1 2  ابن الأثير (2005)، ص. 1147-1148.
14. ↑  ذياب (2003)، ص. 94.

### فهرس الوب
1. ↑  "الوزير ابن الفرات". مؤرشف من الأصل في 2022-11-09.
2. 1 2 3  "إسلام ويب - سير أعلام النبلاء - الطبقة الثامنة عشر - ابن الفرات- الجزء رقم14". www.islamweb.net. مؤرشف من الأصل في 2025-01-30. اطلع عليه بتاريخ 2024-05-22.

### معلومات المنشورات كاملة
الكُتُب العربيَّة مرتبة حسب تاريخ النشر
- ابن كثير الدمشقي (2004)، البداية والنهاية، تحقيق: أبو صهيب الكرمي (ط. 1)، لبنان: بيت الأفكار الدولية، OCLC:1014077365، QID:Q123368203
- ابن الأثير الجزري (2005)، الكامل في التاريخ، مراجعة: أبو صهيب الكرمي، عَمَّان: بيت الأفكار الدولية، OCLC:122745941، QID:Q123225171
- ابن الطقطقي (2013)، الفخري في الآداب السلطانية والدولة الإسلامية (ط. 2)، بيروت: دار صادر، QID:Q125263713{{استشهاد}}:  صيانة الاستشهاد: ref duplicates default (link)

المقالات المحكمة
- مليحة رحمة الله (1971). "دور المرأة السياسي في العصر العباسي الثاني (مجلة كلية الآداب، 1971)". مجلة الآداب. بغداد. ج. 2 ع. 14: 757–771. ISSN:1994-473X. QID:Q125913547.
- منى ذياب (2003)، خلافة المقتدر بالله (295 هـ - 320 هـ) دراسة في النواحي السياسية والإدارية، إشراف: عبد العزيز الدوري، عَمَّان: الجامعة الأردنية، ص. 1–263، OCLC:9497771101، QID:Q125814302